# 永田潤子
永田 潤子（ながた じゅんこ、1961年 - ）は日本の元海上保安官、研究者。大阪市立大学教授。政策分析修士（埼玉大学）。旧姓佐藤。

## 人物・略歴
1961年福岡県豊前市生まれ。福岡県立京都高等学校卒業。高校生の頃は食品栄養学を学び食品メーカーに勤めようと考えていたが、父親の強い勧めにより1980年に海上保安大学校初の女子学生として入学、1984年3月本科、9月同学専攻科卒業。卒業後は海上保安官となり、1988年に女性初の巡視艇船長を務める。海上保安官としての現場経験から、意思決定や政策について学ぶ必要性を感じ、1989年に埼玉大学大学院政策科学研究科（現政策研究大学院大学）へ進学。1991年埼玉大学大学院政策科学研究科公共政策（修士課程）修了、1993年海上保安庁総務部教育訓練課学校教育係長、1995年福岡海上保安部巡視船ちくぜん首席航海士、1997年海上保安大学校行政管理学講座助教授、1999年大阪大学大学院経済学研究科経営学専攻（博士後期課程）単位取得退学。2003年から大阪市立大学創造都市研究科で助教授として教鞭をとり、2018年都市経営研究科都市経営専攻教授となる。

## 著作
- 佐藤潤子（1988）『海を駆ける風－女性キャプテン誕生の航跡』メディアハウス
- 大住莊四郎ほか共著（2003）『日本型NPM : 行政の経営改革への挑戦』ぎょうせい
- 大阪市立大学大学院創造都市研究科編著（2010）『創造の場と地域再生』晃洋書房
- 大阪市立大学大学院創造都市研究科編著（2011）『創造経済と都市地域再生』大阪公立大学共同出版会
- おかいもの革命プロジェクト編著（2014）『おかいもの革命! : 消費者と流通販売者の相互学習型プラットホームによる低炭素型社会の創出』公人の友社
- 永田潤子編著（2014）『お買い物で社会を変えよう! = Shopping for a Better World』公人の友社
- 永田潤子（2017）『女子の働き方 : 男性社会を自由に歩く「自分中心」の仕事術』文響社